# بوگنس
بوگنس (به لاتین: Bogense) یک منطقهٔ مسکونی در دانمارک است که در نوردفین واقع شده‌است. بوگنس ۲٫۵۱ کیلومتر مربع مساحت و ۳٬۹۹۰ نفر جمعیت دارد.

## خواهرخوانده
شهر بخش واستینا خواهرخواندهٔ بوگنس هست.